# Giuseppe Garibaldi
Giuseppe Garibaldi (Nica, 4. srpnja 1807. – otok Caprera, 2. lipnja 1882.), talijanski revolucionar i borac za Ujedinjenje i slobodu Italije.

## Životopis
U mladosti je bio mornar. Dok je služio vojni rok (1833. – 1834.) u mornarici Kraljevine Sardinije i Pijemonta potpao je pod utjecaj Giuseppea Mazzinija, predvodnika talijanskog nacionalizma, i postao pripadnik društva Mlada Italija. Poslije neuspjele oružane pobune u Savoji 1834. godine kada je osuđen na smrtnu kaznu bježi u Južnu Ameriku gdje se bori za nezavisnost Brazila. Sudjelovao je i u urugvajsko-argentinskom ratu na strani Urugvaja. U početku je zapovijedao urugvajskom mornaricom da bi kasnije postao zapovjednik Talijanske legije u Montevideu. U tim borbama stekao je svjetsku slavu.
U domovinu se vraća u travnju 1848. kako bi sudjelovao u borbi za nezavisnost Italije i ratu protiv Austrije. Borbe protiv Austrijanaca u Milanu i protiv francuskih snaga kod Rima 1849. za Rimsku republiku donijele su mu nacionalnu slavu. Ipak 1849. godine kod Rima je natjeran na povlačenje kroz središnju Italiju. U tom povlačenju poginula je Anita, njegova supruga i suborac. Poslije pada Rimske republike došao je u pomoć Veneciji s 4.000 dobrovoljaca. No, monarhisti su ga uhitili i prognali. Garibaldi je raspustio svoju vojsku i potražio utočište prvo u sjevernoj Africi, potom u Sjedinjenim Državama, a nakon toga u Peruu. Junak dva svijeta – kako su ga zvali nije se mogao vratiti u Italiju sve do 1854. godine.
Godine 1854. pomogao je Pijemontu u ratu protiv Austrije, predvodeći dobrovoljačke jedinice. U tim ratnim sukobima njegove snage zauzele su mjesta Varese i Como. U svibnju 1860. Garibaldi izvodi svoj najveći poduhvat i legendarni pohod: osvajanje Sicilije i Napulja. Ovoga puta nije imao vladinu podršku, ali premijer Cavour i kralj Viktor Emanuel II. nisu se usudili zaustaviti popularnoga junaka. Kralj i premijer bili su mu spremni pomoći, ali samo pod uvjetom da se poduhvat pokaže uspješnim. Dana 6. svibnja s 1.000 crvenih košulja (pripadnika Gaibaldijevih dobrovoljačkih snaga) ulazi u mjesto Marsala na Siciliji, a 11. svibnja Garibaldi se proglasio diktatorom Siclije u ime kralja Victora Emmanuela II. U bici kod Clatafimija 30. svibnja njegove gerilske snage porazile su regularnu vojsku napuljskoga kralja. Nakon osvajanja Palerma premijer Cavour odlučio je Garibaldiju pružiti pomoć, ali tek tajnu pomoć.
Nakon osvajanja Sicilije prelazi na kontinentalni dio Italije i 7. rujna 1860. trijumfalno ulazi u Napulj. Tad uvodi političke reforme, dijeli zemlju seljacima ali umjesto proglašavanja republike dobrovoljno ustupa vlast monarhistima u uvjerenju kako će Savojska dinastija ujediniti Italiju. Međutim njegova vojska je raspuštena, a on udaljen na otočić Caprera. No, Garibaldi nije prestao s borbom. Godine 1862. i 1867. u nekoliko navrata pokušava zauzeti Rim i osloboditi ga papinske vlasti. U prvom je pokušaju ranjen, a u oba uhićen. U prvom pokušaju 1862. talijanska vlada morala je zaustaviti Garibaldija u strahu od međunarodnih posljedica koje bi uslijedile nakon svrgavanja papinske vlasti. Sudjeluje i u francusko-pruskom ratu (1870. – 1871.) kada predvodi skupinu dobrovoljaca (u kojoj su bili i njegova dva sina) koji podržavaju novu francusku republiku.
Garibaldi pozdravlja Parišku komunu, a u odsutnosti izbaran je za člana CK pariške Narodne garde. U Rim se vraća 1871. godine. Razočaran u politiku, proglasio se socijalistom. Preminuo je 1882. godine u mjestu Caprera, na istotimenom otočiću u 75-oj godini života. Danas se svi povjesničari slažu da bez Garibaldijeve podrške ne bi bilo moguće ujedinjenje Italije. Darovit vođa i čovjek iz naroda puno je bolje od Cavoura i Mazzinija znao kako okupiti mase. U spomen na njega mnoge revolucionarne jedinice u španjolskom građanskom ratu, talijanskom pokretu otpora i hrvatskom NOP-u (1941. – 1945.) nosile su Garibaldijevo ime.

## Vanjske poveznice
Ostali projekti
|  | Zajednički poslužitelj ima stranicu o temi Giuseppe Garibaldi    |
|  | Zajednički poslužitelj ima još gradiva o temi Giuseppe Garibaldi |